# 548 (tal)
548 är det naturliga heltal som följer 547 och följs av 549.

## Matematiska egenskaper
- 548 är ett jämnt tal.
- 548 är ett sammansatt tal.
- 548 är ett defekt tal.

## Inom vetenskapen
- 548 Kressida, en asteroid.